# Museum der Stille

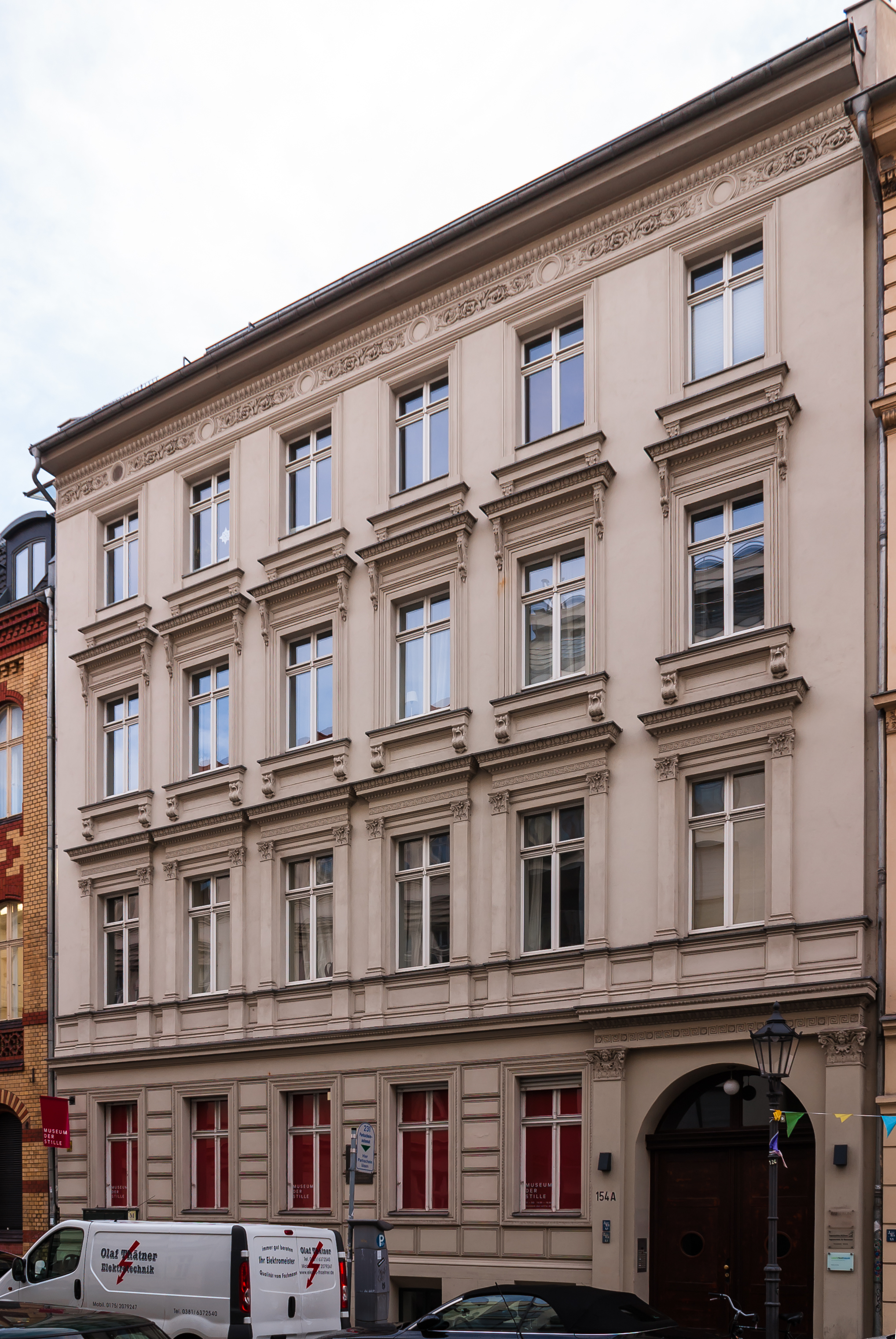
Museum der Stille in der Linienstraße in Berlin

Das Museum der Stille in der Linienstraße 154a in Berlin-Mitte wurde 1994 von dem russischen Maler Nikolai Georgijewitsch Makarow mit dem Ziel gegründet, den Menschen inmitten der Großstadt Ruhe und Kontemplation zu ermöglichen. Umgesetzt wurde diese Absicht durch eine besondere Raumgestaltung und die Ausstellung von zwei Werken des Künstlers und sieben utopistischen Architekturmodellen namhafter Architekten für weitere Gebäude der Stille.

## Sammlung

Raum der Stille

Das Museum enthielt ursprünglich nur zwei wandfüllende Gemälde Makarows in Grisaille-Technik, die die abgebildete Landschaft und die Wolken durchsichtig-neblig erscheinen lässt.

„Das Bild stellt eine angedeutete Landschaft dar, wo eine Art dunkler Weg zu einem Berg führt. Das ist gewissermaßen unser aller Weg, den wir als Menschen gehen. Hinter dem Berg ist viel Energie und das Licht – also das, was wir eventuell danach erfahren werden. Das hat diese Wirkung: Schon kurz nach dem Eintritt bemerkt man, dass man in eine völlig andere Stimmung kommt. Man ist im Hier und Jetzt.“

2014 wurden namhafte Architekten eingeladen, Gebäude der Stille zu entwerfen, in denen jeweils nur ein einziges Kunstwerk platziert werden sollte. Im Museum der Stille werden nun auch sieben utopistische Architekturmodelle präsentiert. Sie stammen von Stephan Braunfels, Max Dudler, Staab Architekten, Franco Stella, Gewers & Pudewill, Michael Marshall und Sergei Tchoban.

## Absicht
Das Museum „vermittelt auf nicht konfessionell gebundene Weise ein Erlebnis geistiger und körperlicher Entspannung“ und macht Stille „körperlich und geistig erfahrbar“.

„Ich wollte einfach etwas völlig Anderes machen. Es ist eine reine Inszenierung mit Licht und Kunst, ohne jegliche Beschriftungen […]. Es wird auch nicht erklärt, was das alles soll. […] In solchen Räumen der Stille spürt man sich selbst natürlich als erstes und darum geht es. […] Jeder geht anders mit Stille um. Manche empfinden es als sehr unangenehm mit den eigenen Gedanken allein zu sein; wenn man Ängste hat beispielsweise. Andere hingegen genießen dieses Treffen mit dem Unterbewusstsein.“

Rechtsanwalt Peter Raue, einer der Förderer des Museums, sprach von einem „säkularisierten Andachtsraum“.
Der Eintritt in das Museum war von Anfang an frei.

## Geschichte
In den 1990er Jahren, als in ganz Berlin gebaut wurde, war, so Makarow, die Kunst „besonders bunt und kontrovers“. Er „habe dazu etwas Leises beisteuern wollen“. Auf seine Initiative hin wurde eine große Wohnung in das Museum der Stille umgebaut.
1999 wurde es für eine umfassende Renovierung und Sanierung geschlossen und im Jahre 2001 wiedereröffnet.
Von 2009 an wurde es für fünf Jahre geschlossen, weil Nachbarn sich über den Lärm aus dem Nachtclub beschwert hatten, der sich auch im Haus befand. Mitte September 2014, zum zwanzigjährigen Bestehen, wurde es wiedereröffnet.
Für die Zukunft ist eine Zusammenarbeit mit Museen im In- und Ausland und öffentlichen Einrichtungen geplant. Für eine begrenzte Zeit sollen einige der Modelle in Originalgröße an den jeweiligen Standorten aufgestellt werden.

## Architektur

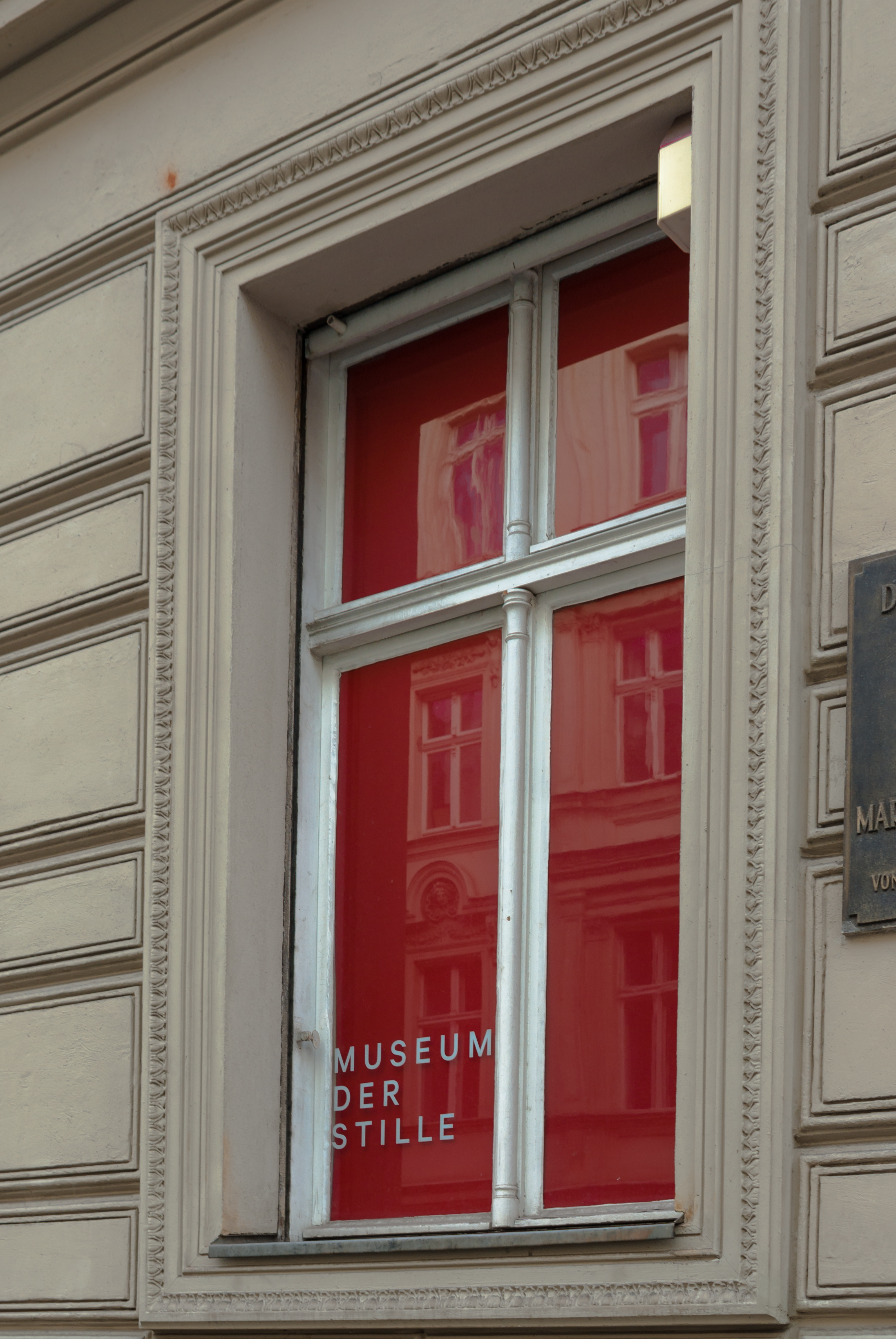
Fenster des Museums der Stille zur Linienstraße hin

Das Museum befindet sich im Erdgeschoss des grauen Gründerzeithauses Linienstraße 154a. An der Fassade ist eine Gedenktafel für die Widerstandskämpferin Margarete Kaufmann angebracht.
Innen sind die Fenster zur Straße hin rot verhangen, die Wände sind ganz in einem tiefen Rot gehalten und der grau-schwarze Teppichboden dämpft Geräusche. Sitzgelegenheiten vor den Gemälden ermöglichen es den Besuchern, zur Ruhe zu kommen.
Als Vorbild für die minimalistische Gestaltung der Räume nannte der Gründer die Mark-Rothko-Kapelle auf dem Campus der St.-Thomas-Universität in Houston, Texas. In einem kargen, achteckigen Raum finden sich dort vierzehn großformatige, überwiegend in Schwarz gehaltene Gemälde Rothkos.

## Träger
Das Museum wird von der gemeinnützigen Sergej-Mawrizki-Stiftung und dem 2014 in Charlottenburg gegründeten Verein Freunde des Stillen Museums e. V. getragen.